# Sacha Kljestan
Sacha Kljestan (Serbiska: Саша Кљештан, Saša Klještan), född 9 september 1985 i Anaheim, är en amerikansk före detta fotbollsspelare.

## Klubbkarriär
I januari 2018 gick Kljestan till Orlando City. Efter säsongen 2019 lämnade han klubben.
Den 11 december 2019 värvades Kljestan av Los Angeles Galaxy.

## Landslagskarriär
Han gjorde sin debut för USA:s landslag den 2 juni 2007, och fick en assist när spelade fram till Benny Feilhabers avgörande mål. Vänskapsmatchen slutade med en 4–1-vinst över Kina i San Jose, Kalifornien. I 3–2-vinsten över Sverige den 24 januari 2009 gjorde Kljestan ett hat-trick, vilket var hans första mål i A-landslaget.

### Landslagsmål
| Nr | Datum            | Arena                                  | Motståndare                    | Mål | Resultat | Tävling           |
| -- | ---------------- | -------------------------------------- | ------------------------------ | --- | -------- | ----------------- |
| 1. | 24 januari 2009  | Home Depot Center, Carson, Kalifornien | Sverige                        | 1–0 | 3–2      | Vänskapsmatch     |
| 2. | 24 januari 2009  | Home Depot Center, Carson, Kalifornien | Sverige                        | 2–0 | 3–2      | Vänskapsmatch     |
| 3. | 24 januari 2009  | Home Depot Center, Carson, Kalifornien | Sverige                        | 3–1 | 3–2      | Vänskapsmatch     |
| 4. | 24 februari 2010 | Raymond James Stadium, Tampa, Florida  | El Salvador                    | 2–1 | 2–1      | Vänskapsmatch     |
| 5. | 2 september 2016 | Arnos Vale Stadium, Kingstown          | Saint Vincent och Grenadinerna | 5–0 | 6–0      | Kval till VM 2018 |
| 6. | 6 september 2016 | EverBank Field, Jacksonville, Florida  | Trinidad och Tobago            | 1–0 | 4–0      | Kval till VM 2018 |